# Michael Beißwenger
Michael Beißwenger (* 1973 in Backnang) ist ein deutscher Germanist und Professor für Germanistische Linguistik und Sprachdidaktik an der Universität Duisburg-Essen.

## Leben und Wirken
Beißwenger wuchs in Heilbronn auf, wo er 1992 am Elly-Heuss-Knapp-Gymnasium sein Abitur machte. Seine Schwester ist die Schauspielerin Sonja Beißwenger.
Nach einem Studium der Deutschen Philologie (Germanistik) und Mittleren und Neuen Geschichte an der Ruprecht-Karls-Universität Heidelberg (Magister artium 2000) wurde Beißwenger 2007 an der Universität Dortmund im Fach Germanistische Linguistik mit einer Arbeit zum Thema „Sprachhandlungskoordination in der Chat-Kommunikation“ promoviert und 2012 zum Thema „Digitale Korpora und Kommunikationstechnologien in Sprachanalyse und Sprachdidaktik“ habilitiert. Von 2000 bis 2001 war er als wissenschaftlicher Mitarbeiter bei Herbert Ernst Wiegand am Germanistischen Seminar der Universität Heidelberg tätig, 2001–2002 in der Abteilung Grammatik am Leibniz-Institut für Deutsche Sprache, 2002–2014 am Lehrstuhl von Angelika Storrer am Institut für deutsche Sprache und Literatur der Universität Dortmund. 2014–2016 vertrat er die Professur für Linguistik der deutschen Sprache und Sprachdidaktik an der TU Dortmund, bevor er 2015 auf die Professur für Germanistische Linguistik und Sprachdidaktik an der Universität Duisburg-Essen berufen wurde, die er seit Februar 2016 innehat.
Beißwengers Arbeitsschwerpunkte liegen im Bereich der Angewandten Linguistik, speziell der linguistischen Erforschung digitaler Kommunikation, in der Mediendidaktik, der Korpuslinguistik und im Bereich der Digital Humanities sowie auf der Vermittlung von Kompetenzzielen für die Bildung in der digitalen Welt im Deutschunterricht.

## Schriften (Auswahl)
Monographien
- Sprachhandlungskoordination in der Chat-Kommunikation (Linguistik – Impulse & Tendenzen, Band 26). De Gruyter, Berlin. New York 2007, ISBN 978-3-11-020050-8.
- mit Steffen Pappert: Handeln mit Emojis. Grundriss einer Linguistik kleiner Bildzeichen in der WhatsApp-Kommunikation. UVRR, Duisburg 2019, ISBN 978-3-95605-069-5.

Herausgaben
- mit Nelleke Oostdijk, Angelika Storrer, Henk van den Heuvel: Building and Annotating Corpora of Computer-Mediated Communication. Issues and Challenges at the Interface of Corpus and Computational Linguistics. Special Issue, Journal for Language Technology and Computational Linguistics, 2014.
- Empirische Erforschung internetbasierter Kommunikation. (Reihe Empirische Linguistik / Empirical Linguistics 9). De Gruyter, Berlin/New York 2017, ISBN 978-3-11-056614-7, doi:10.1515/9783110567786
- mit Matthias Knopp: Soziale Medien in Schule und Hochschule: Linguistische, sprach- und mediendidaktische Perspektiven. (Forum Angewandte Linguistik 63). Peter Lang, Frankfurt 2019,  ISBN 978-3-631-79163-9.
- mit Björn Bulizek, Inga Gryl, Florian Schacht: Digitale Innovationen und Kompetenzen in der Lehramtsausbildung. UVRR, Duisburg. doi:10.17185/duepublico/73330
- mit Carolin Müller-Spitzer, Lothar Lemnitzer: Forschen in der Linguistik. Eine Methodeneinführung für das Germanistik-Studium. (UTB 5711). Brill|Fink, Paderborn, 2022, ISBN 978-3-8252-5711-8.

Journalpublikationen und Buchbeiträge
- mit Angelika Storrer: Kollaborative Hypertextproduktion mit Wiki-Technologie. Beispiele und Erfahrungen im Bereich Schule und Hochschule. In: Eva-Maria Jakobs, Katrin Lehnen, Kirsten Schindler (Hrsg.): Schreiben und Medien. Schule, Hochschule, Beruf. (Reihe Textproduktion und Medium 10), Peter Lang, Frankfurt 2010, S. 13–36.
- Space in computer-mediated communication: Corpus-based investigations on the use of local deictics in chats. In: Peter Auer, Martin Hilpert, Anja Stukenbrock & Benedikt Szmrecsanyi (Eds.): Linguistic Perspectives on Space: Geography, Interaction, and Cognition. (Linguae & Litterae 25). De Gruyter, Berlin/New York 2013, S. 494–528.
- Praktiken in der internetbasierten Kommunikation. In: Sprachliche und kommunikative Praktiken. Jahrbuch 2015 des Instituts für Deutsche Sprache. De Gruyter, Berlin/New York 2016,  S. 279–310.
- mit Steffen Pappert: How to be polite with emojis: a pragmatic analysis of face work strategies in an online learning environment. In: European Journal of Applied Linguistics 7 (2), 2019, S. 225–253.
- Internetbasierte Kommunikation als Textformen-basierte Interaktion: ein neuer Vorschlag zu einem alten Problem. In: Deutsch in sozialen Medien: interaktiv, multimodal, vielfältig. Jahrbuch 2019 des Leibniz-Instituts für Deutsche Sprache. De Gruyter, Berlin/Boston 2020, S. 291–318.
- mit Lena Meyer: Zum Lernen verlocken: Erfahrungen mit einem online-gestützten Planspiel zur Reflexion über Rechtschreibung und Grammatik in der Sekundarstufe I. In: Markus Engelns & Patrick Voßkamp (Hrsg.): Sprechende Pixel – Computerspielphilologie in Schule und Hochschule. (Osnabrücker Beiträge zur Sprachtheorie 96), 2020, S. 135–168. doi:10.17185/duepublico/74432
- mit Steffen Pappert: Sprachverfall durch Emojis? Eine pragmalinguistische Perspektive auf den Beitrag von Bildzeichen zur digitalen Kommunikationskultur. In: Aptum. Zeitschrift für Sprachkritik und Sprachkultur 16, 2020, S. 32–50.
- mit Harald Lüngen: CMC-core: a schema for the representation of CMC corpora in TEI. In: Corpus 20, 2020, doi:10.4000/corpus.4553
- mit Liane Schüller, Veronika Burovikhina: Textbegegnungen im sozialen Medium: Erfahrungen mit einem mediendidaktischen Konzept für die kooperative Erarbeitung voraussetzungs- und aspektreicher Texte in germanistischen Seminaren. In: Katharina Staubach (Hrsg.): Multimodale Kommunikation in den Hypermedien und Deutschunterricht. Theoretische, methodische und unterrichtspraktische Zugänge. Schneider Verlag Hohengehren, Baltmannsweiler 2020, S. 81–116.